# Centropyge abei
Centropyge abei là một loài cá biển thuộc chi Centropyge trong họ Cá bướm gai. Loài này được mô tả lần đầu tiên vào năm 2006.

## Từ nguyên
Từ định danh của loài được đặt theo tên của Tiến sĩ Yoshitaka Abe, Giám đốc Thủy cung Fukushima (Nhật Bản), người đã hỗ trợ toàn bộ ngân sách và vật chất cho hoạt động thám hiểm dưới nước sâu của các tác giả.

## Phạm vi phân bố và môi trường sống
C. abei được ghi nhận tại vùng biển của một số đảo quốc ở Tây Thái Bình Dương, bao gồm: đảo Sulawesi (Indonesia); Palau; Yap và Pohnpei (Liên bang Micronesia); ngoài khơi Miyazaki (phía nam Nhật Bản) (được biết đến qua); rạn san hô Holmes (ngoài khơi Queensland, Úc); và một ghi nhận chưa chắc chắn tại Samoa thuộc Mỹ.
Chỉ một cá thể C. abei chưa trưởng thành được thu thập ở độ sâu 5 m ngoài khơi Nhật Bản, tất cả các mẫu vật được biết đến của loài này của đều được tìm thấy ở độ sâu từ 100 đến 155 mét.
C. abei sống gần các rạn san hô viền bờ, trong các hang nhỏ và trên nền đáy đá vụn.

## Mô tả
C. abei có chiều dài cơ thể tối đa được biết đến là 11 cm. Cơ thể có màu kem ở thân dưới và bụng, vàng hơn ở vây bụng và vây hậu môn, chuyển dần từ màu vàng nâu ở giữa thân thành màu nâu sẫm, gần như đen hoàn toàn ở lưng và vây lưng. Sau đầu có một dải trắng rộng trải dài từ trước gốc vây lưng xuống ngay sau mắt. Vây đuôi và cuống đuôi có màu trắng.
Số gai vây lưng: 13; Số tia vây ở vây lưng: 17; Số gai vây hậu môn: 3; Số tia vây ở vây hậu môn: 18; Số tia vây ở vây ngực: 16.

## Phân loại
C. abei là một loài không chắc chắn (incertae sedis) trong chi Centropyge.